# Symphonia Serena
Symphonia Serena es una obra orquestal compuesta por Paul Hindemith, en 1946. Fue estrenada por la Orquesta Sinfónica de Dallas , el 2 de febrero de 1947 con Antal Dorati a la batuta. El trabajo está organizado en cuatro movimientos:
1. Moderadamente rápido
2. Geschwindmarsch Beethoven, parafraseando a
3. Coloquio
4. Finale